# پیر-کنستان بودان
پیر-کنستان بودان (فرانسوی: Pierre-Constant Budin‎؛ ‏ ۹ نوامبر ۱۸۴۶ – ۲۲ ژانویهٔ ۱۹۰۷) متخصص پزشکی زایمان اهل فرانسه بود.
پیر بودین بنیانگذار طب مدرن رشد و تکامل پیش از تولد بود و در تلاش برای کاهش مرگ‌ومیر نوزادان سهم زیادی داشت. وی بر اهمیت تغذیه مناسب و پیشگیری از بیماری‌های عفونی در نوزادان و همچنین آموزش تازه‌مادران در این زمینه‌ها تأکید داشت. با توجه به مشکل اسهال ناشی از شیر آلوده گاو در نوزادان، بودان یکی از طرفداران اصلی شیردهی مادران بود و معتقد بود در صورت عدم موفقیت تغذیه طبیعی، شیر استریل‌شده باید جایگزین شود. او همچنین روشی به نام گاواژ را برای تغذیه نوزادان زودرس که برای دریافت غذا با روش‌های معمولی بسیار ضعیف بودند، رواج داد. وی مؤلف کتاب «نوزاد: تغذیه و بهداشت - نوزادان نارس، نوزادان طبیعی» (۱۹۰۷) بود.
وی همچنین برندهٔ جوایزی همچون نشان لژیون دونور (افسر) شده است.